# Bataille de Muzillac (1796)
Pour les articles homonymes, voir Bataille de Muzillac.
Chouannerie
Batailles
La bataille de Muzillac a lieu le 8 janvier 1796 lors de la chouannerie.

## Prélude
Le déroulement du combat est connu par les mémoires du chef chouan Louis du Bot de Villeneuve, un officier de la division de Redon, commandée par Louis de Sol de Grisolles. Selon son récit, le 8 janvier 1796, malgré un froid très vif, une troupe de 6 000 chouans commandés par Georges Cadoudal se porte de Berric à la côte de Muzillac, afin d'accueillir un débarquement d'armes et de munitions par les Britanniques,. Cadoudal détache 1 200 hommes pour marcher jusqu'à la mer, mais un fort vent du nord empêche la flotte anglaise de tenter un débarquement,. 

## Déroulement
Un détachement de 300 grenadiers républicains en route pour Vannes fait alors son apparition, sans se douter de la présence de l'armée de Cadoudal,. Il surprend et disperse quelques chouans couchés dans joncs pour se mettre à l'abri du vent, mais il rencontre ensuite le gros de l'armée royaliste, déployé en bataille sur la grande route. Les républicains sont accueillis par une vive fusillade et se replient en désordre sur Muzillac,. Selon du Bot, ils perdent une vingtaine d'hommes dans cette action,,.